# Municipio de Carlos A. Carrillo
El municipio de Carlos A. Carrillo es uno de los 212 municipios del estado de Veracruz, se encuentra ubicado en la zona costera central de la Entidad, en la región llamada Sotavento o, también, Cuenca del Papaloapan. Su cabecera es la localidad de Carlos A. Carrillo.

## Toponimia
El municipio de Carlos A. Carrillo recibe este nombre en honor al pedagogo cordobés Carlos Arturo Carrillo Gastaldi (1855-1893) y fue impuesto por decreto publicado en la Gaceta Oficial del Estado el 5 de noviembre de 1932.
El nombre histórico era San Cristóbal, el origen de su nombre se pierde en el tiempo. Existen dos posibilidades del origen del nombre.
Una es la relación implícita entre San Cristóbal, Santo de la tradición cristiana católica, con un río. Este santo cruzaba viajeros en un río, y entre ellos alguna vez, ayudó a cruzar al niño Jesús. El nombre fue puesto por los primeros pobladores en el siglo XVI, a varios pueblos de la región: San Cristóbal Alvarado, San Cristóbal Tlacotalpan, y San Cristóbal Tlacojalpan, por lo puede inferirse la intención.
Otra posibilidad del origen de su nombre puede ser la hacienda San Cristóbal que existió en el siglo XVI y XVII, y que después se integró a la hacienda de Uluapa. Esta hacienda estaba en la orilla contraria del río, y realmente el pueblo nunca estuvo dentro de los límites de dicha hacienda.

## Geografía

### Localización
La cabecera municipal se ubica en las coordenadas 18°22′16.12″N 95°45′34.5″O / 18.3711444, -95.759583. El municipio se localiza en la región del Sotavento o también conocida como Cuenca del Papaloapan, al centro-sur del estado de Veracruz y colinda con los siguientes municipios:
- Norte:  Amatitlán e Ixmatlahuacan
- Sur: José Azueta y Chacaltianguis
- Este: Amatitlán
- Oeste: Cosamaloapan

### Clima
Carlos A. Carrillo tiene dos  tipos de clima en su territorio el cálido subhúmedo con lluvias en verano, de humedad media en casi todo su territorio y cálido subhúmedo con lluvias en verano, de mayor humedad en una quinta parte de su territorio.

### Hidrografía

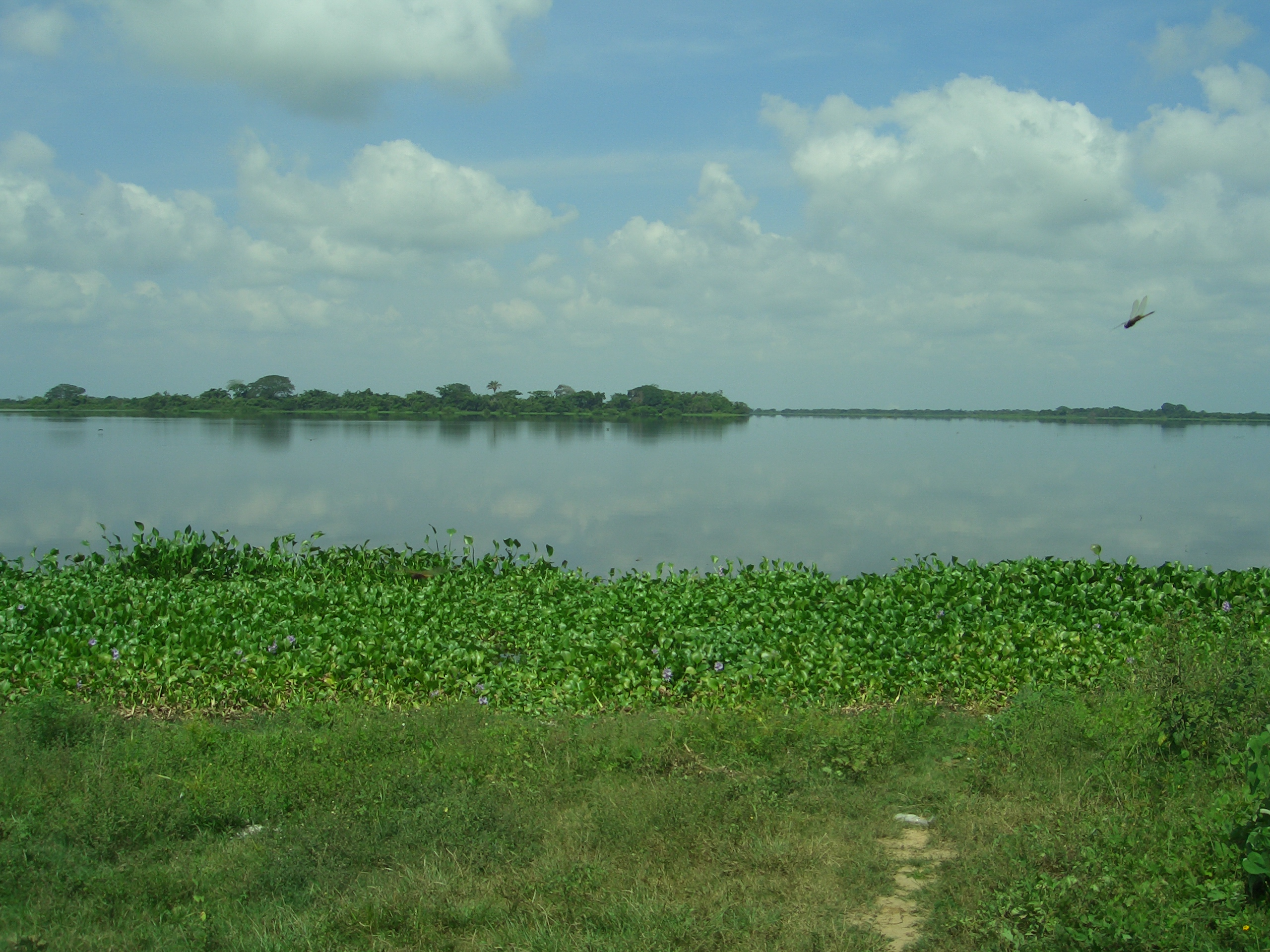
Laguna El Plan. Mpio. Carlos A. Carrillo, Ver.

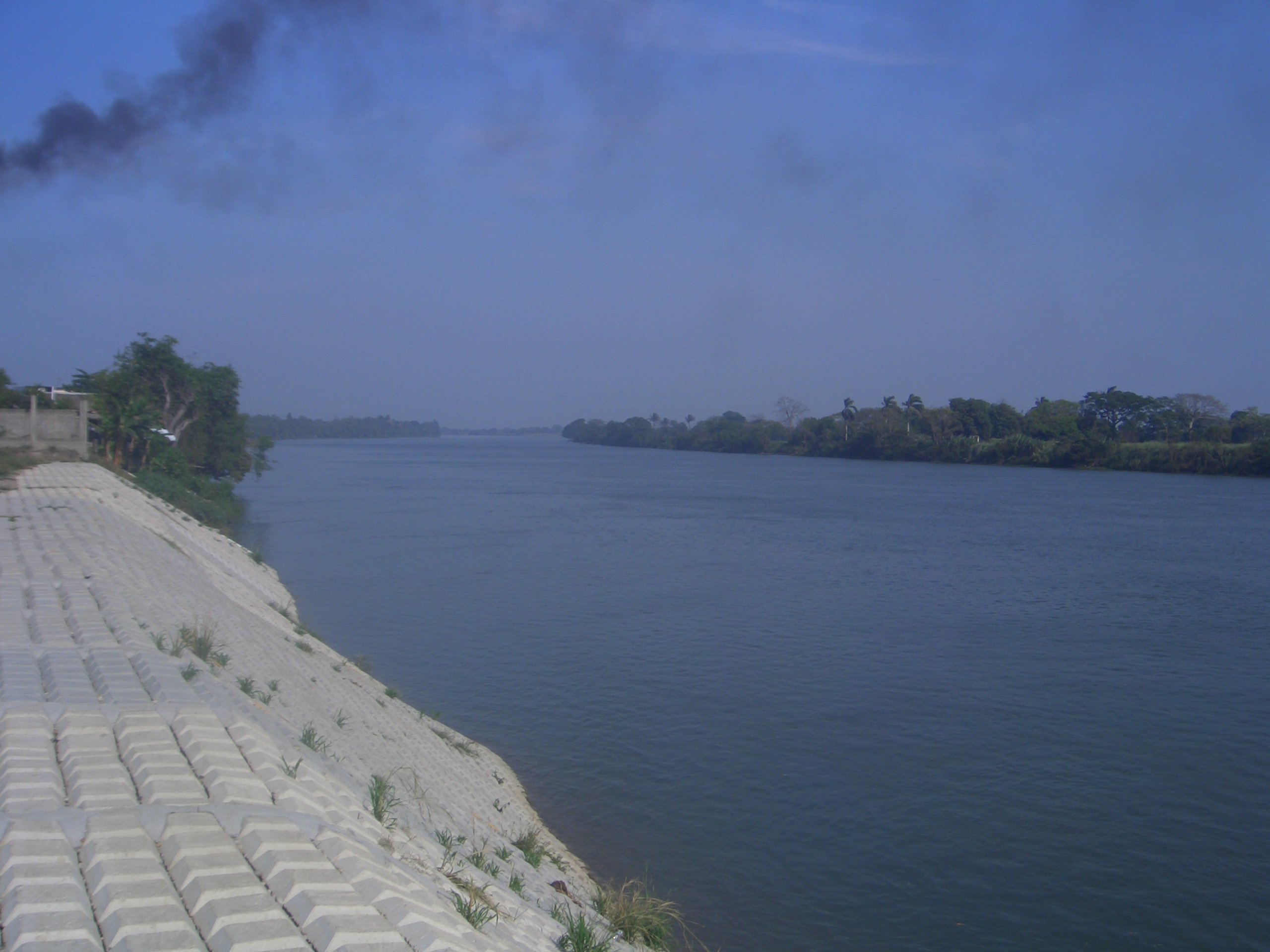
Río Papaloapan en su paso frente a Carlos A. Carrilo, Ver.

El río Papaloapan atraviesa el municipio de suroeste a noreste.
Los arroyos que surcan el municipio son:
1.- Arroyo Susana (antiguamente se conocía como Chimalapan).
2.- Guasimal (su nombre prehispánico era Cuyuapan).
3.- Tilapa.
Todos tributarios del río Papaloapan. Los dos primeros desembocan frente al poblado de Dos Bocas, famosos históricamente por su abundante pesca, como se puede constar en la Relación de Chacaltianguis de 1777 y el Informe del Gobierno de Veracruz de 1831. El tercer arroyo desemboca en el poblado de la Barranca. El Guasimal y Susana cambiaron su configuración natural debido a proyectos de gobierno, que buscaban un mejor drenaje durante las inundaciones. Los arroyos Guasimal y Tilapa, también, sirven de límite municipal.
Las lagunas principales del municipio son El chile, Mata de Agua, y El Plan.
La laguna El Plan, como es conocida por los habitantes de sus riveras, aparece con el nombre de San Bartolo en planos de principios y mediados del siglo XX, el nombre prehispánico, fue Chimala o Chimalapan.

### Flora
Al ser un territorio de cultivos intensivos, solo se pueden identificar pequeños terrenos que no han sido talados y que conservan una amplia vegetación nativa, así como los terrenos que se dedican a la ganadería todavía conservan ciertos tipos de árboles para sombra del ganado y como proveedores de estantes para las cercas.
A manera de ejemplo, se mencionan algunas variedades de árboles que todavía se encuentran en estos campos: Muchite (Pithecellobium dulce), Roble (Tabebuia rosea), Uvero (Coccoloba uvifera), Jícaro (Crescentia alata y Crescentia cujete), Palma Real (Roystonea regia), Palma de Coyol redondo (Acrocomia mexicana), Palma de Marrachao (Sabal mexicana), Cocuite (Gliricidia sepium), Cuero (Ulmus mexicana), Jobo (Spondias mombin), Pochota (Ceiba pentandra), Nacaste o Nacastle (Enterolobium cyclocarpum), Mulato (Bursera simaruba), Moral (Chlorophora tinctoria), Guácimo (Guazuma ulmifolia), Guachilote (Parmentiera aculeata), Sauce (Salix spp.) y casi a punto de la extinción: el cedro (Cedrela odorata).
En el campo también se pueden localizar matas de caña de otate (Guadua spp.), y muchas plantas menores, incluso existen algunos tipos de orquídeas nativas, por ejemplo: La Brassavola nodosa).
Los árboles frutales, también tienen cierta presencia en la vegetación del municipio, por mencionar algunos: Mango (Mangifera indica), Ciruelas (Spondias purpurea), Palma de Coco /(Cocos nucifera), etc.

### Fauna
La fauna nativa a pesar de la pérdida de la selva, no se ha extinguido del todo y se ha adaptado a las nuevas hábitats. Las especies de animales que todavía se pueden ver en el campo son: conejo (Sylvilagus brasilensis y Sylvilagus floridanus), zorra (Urocyon cinereoargenteus), coyote (Canis latrans), tlacuache (Didelphis marsupialis y Didelphis virginiana), armadillo (Dasypus novemcinctus), comadreja (Mustela frenata), iguana (Iguana iguana), gavilán, zopilote (Coragyps atratus) y reptiles venenosos.
El venado se extinguió en la primera mitad del siglo XX.
Al ser esta una zona con río, arroyos y lagunas la fauna acuática nativa, también, ocupa un espacio importante: Tortuga, Chachagua, Chopontil, Galápago, Mojarra negra y blanca, Mojarra Tilapia (esta especie fue introducida recientemente), Camarón, Naca y Guabino. El róbalo, se ha extinguido del municipio.

## Historia del municipio
El pueblo de San Cristóbal (actualmente Carlos A. Carrillo) era una congregación que pertenecía al municipio de Cosamaloapan. La administración civil estaba a cargo de un agente municipal nombrado por elección.
Al paso de los años se fue creando un antagonismo popular entre los habitantes de Carlos A. Carrillo y Cosamaloapan, por diversas razones, pero en la parte administrativa puede resumirse en las pocas o nulas obras que el gobierno municipal en turno realizaba en el pueblo de Carlos A. Carrillo. Las administraciones del ingenio fueron las que por mucho tiempo realizaron obras de drenaje o agua potable, o mantenimiento de las calles.
El Comité Pro-Municipio Libre fue la que encabezó la lucha para que se reconociera y aceptara un nuevo municipio. Entre las personas que apoyaron firmemente la creación del municipio fueron los c. Wilfrido Gamboa Regueira Mario Arciga Montalvo Jorge Suárez Bonilla pedro silva canela Santa Molina Matías el presbítero Carlos Bonilla Machorro, en ese entonces párroco de la Iglesia Nuestra Señora de Fátima. Finalmente, el 29 de noviembre de 1996 se emitió el decreto de creación del municipio de Carlos A. Carrillo.

## Economía

### Industria

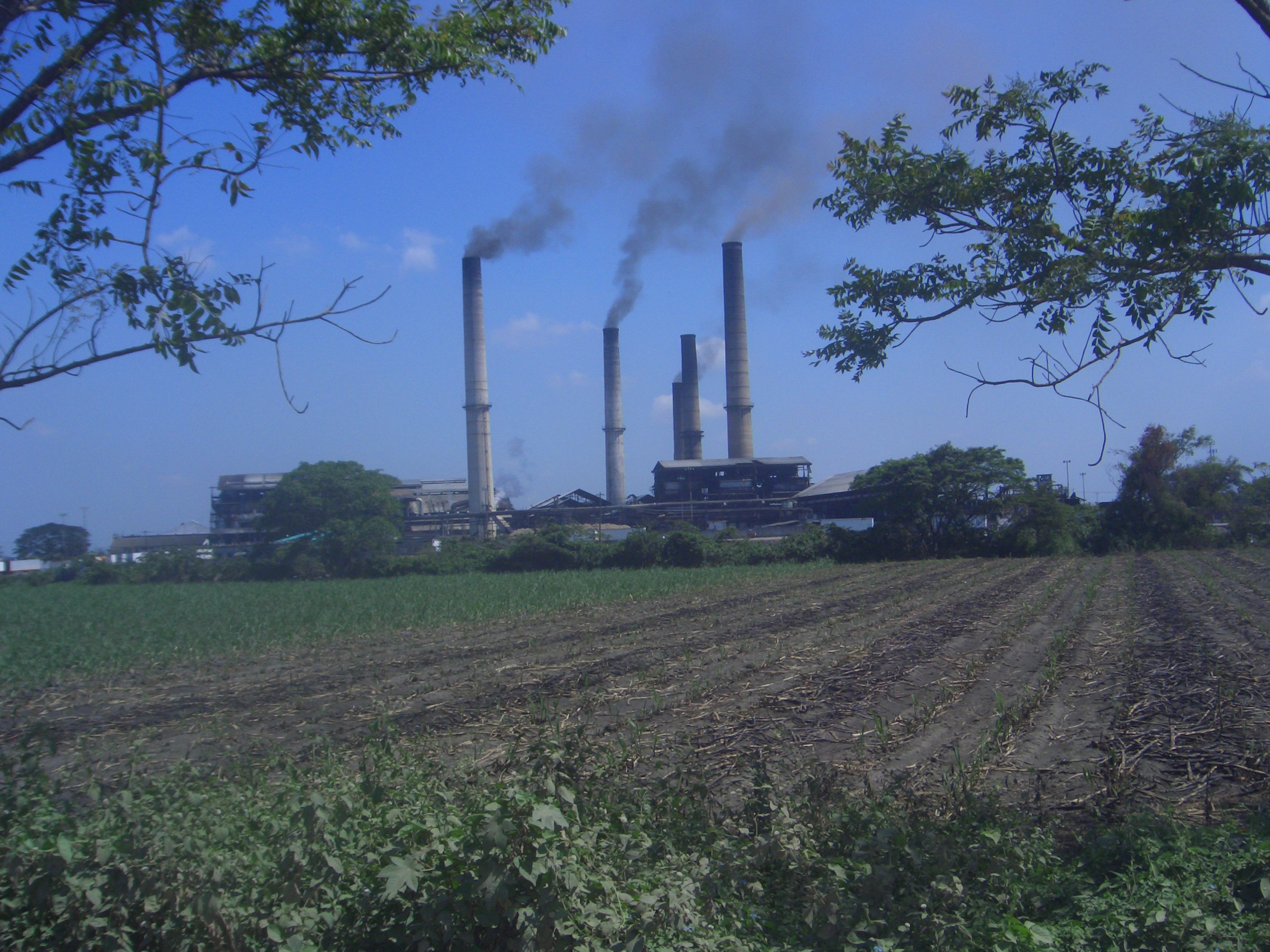

El ingenio azucarero San Cristóbal es el orgullo de sus habitantes y sus chimeneas son las que señorean la región, alguna vez considerado el más grande del mundo.
Esta fábrica procesa la caña de azúcar, cuyo cultivo es la principal actividad de los habitantes del municipio, produciendo cada año una cantidad que rebasa las 230 mil toneladas de azúcar refinada.
La historia de esta fábrica se remonta a 1896, pero su crecimiento y prosperidad fue a mediados del siglo XX, cuando estaba bajo el mando de Don Roberto García Loera. Alrededor de 1970, se vuelve paraestatal.
En 1988 se privatiza, tomando las riendas el Grupo Sabre/Xafra, quienes en 1992 lo venden al grupo industrial Escorpión.
En el año 2001 el gobierno del presidente Vicente Fox lo expropia debido a diversos conflictos económicos, con ello el ingenio vuelve a ser administrado por el Gobierno Federal.

## Cultura y Patrimonio

### Fiestas
En el municipio y pueblo de Carlos A. Carrillo las fiestas más tradicionales eran de San Cristóbal el santo patrono del pueblo que se celebraban el 25 de julio,y ahora son las del carnaval.
Estas fiestas se llevan a cabo en la población aunque no se tiene una fecha definida. Estas fiestas consisten en la quema del mal humor, desfiles de carros alegóricos, comparsas, y personas disfrazadas, bailes populares y finalizan con el entierro de Juan Carnaval.
En el pasado reciente, también, se celebraban en marzo fiestas en honor a don Roberto García Loera, que consistían en cabalgatas, feria y bailes populares. Así mismo, en mayo se celebraba la fiesta del Azúcar.
También ciertas colonias de las más grandes tienen sus fiestas como por ejemplo la Colonia Las Yacas.

### Arquitectura y Monumentos

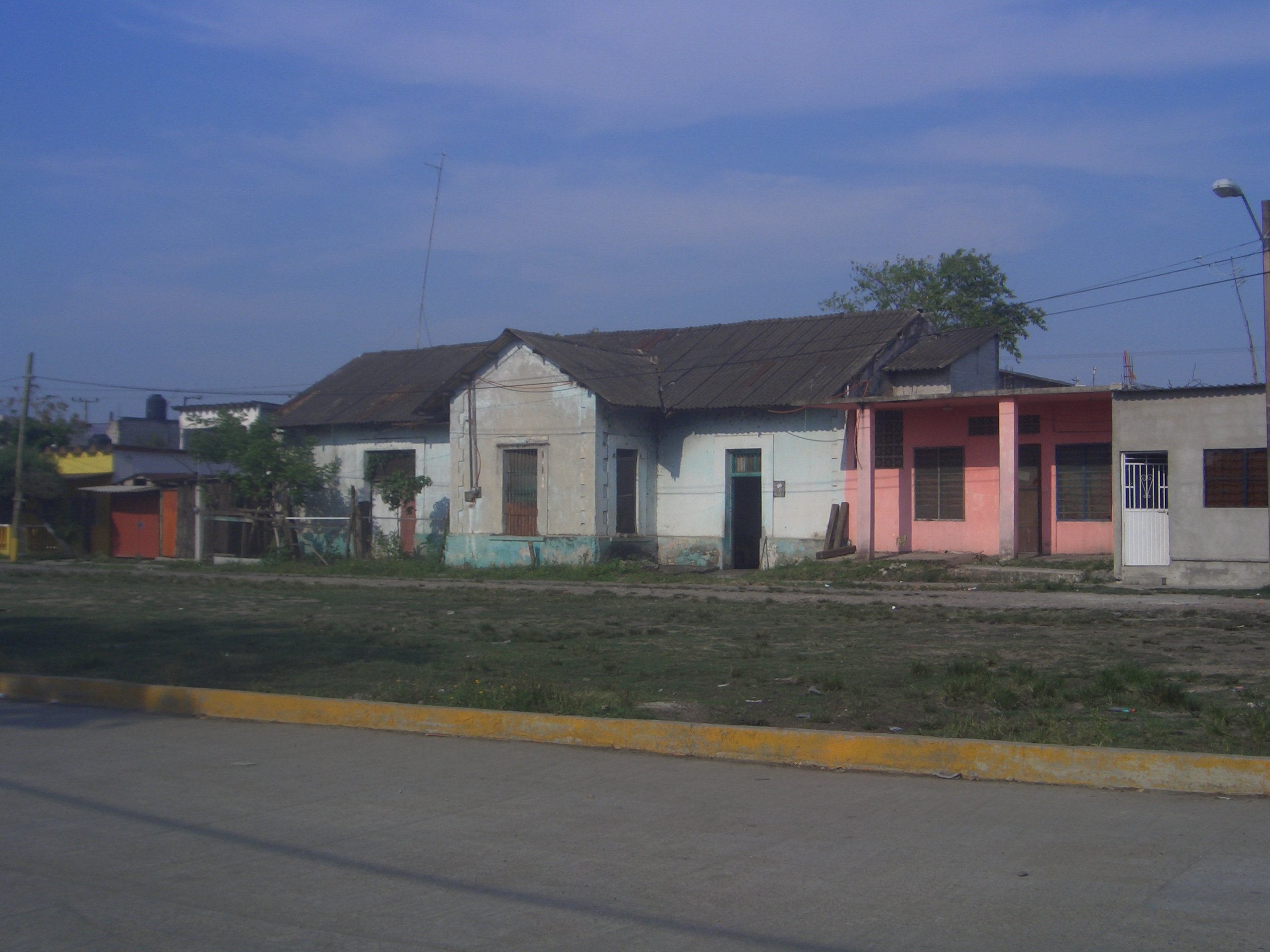
Antigua Estación del tren.

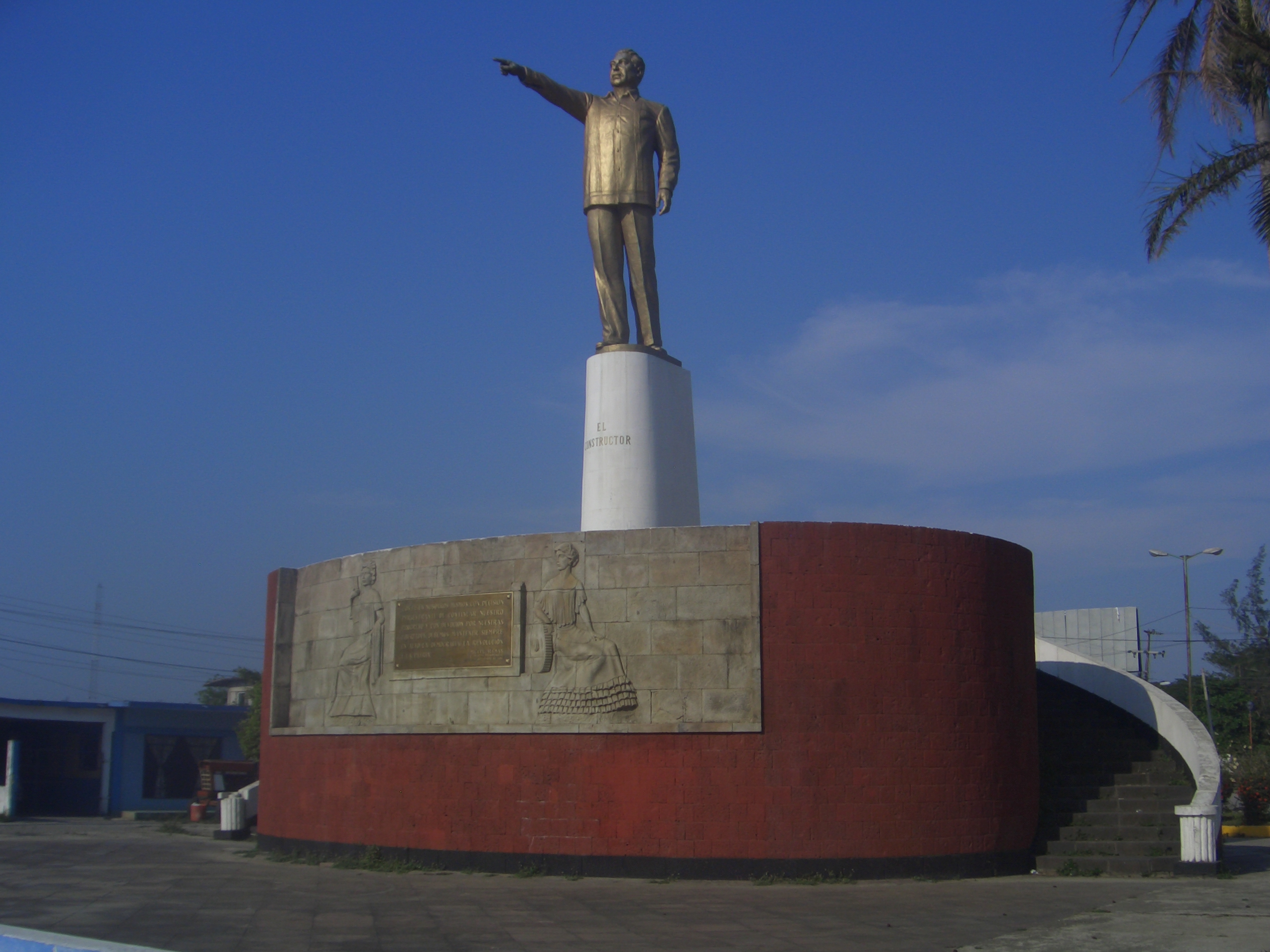
Monumento El Constructor. Inaugurado en 1952.

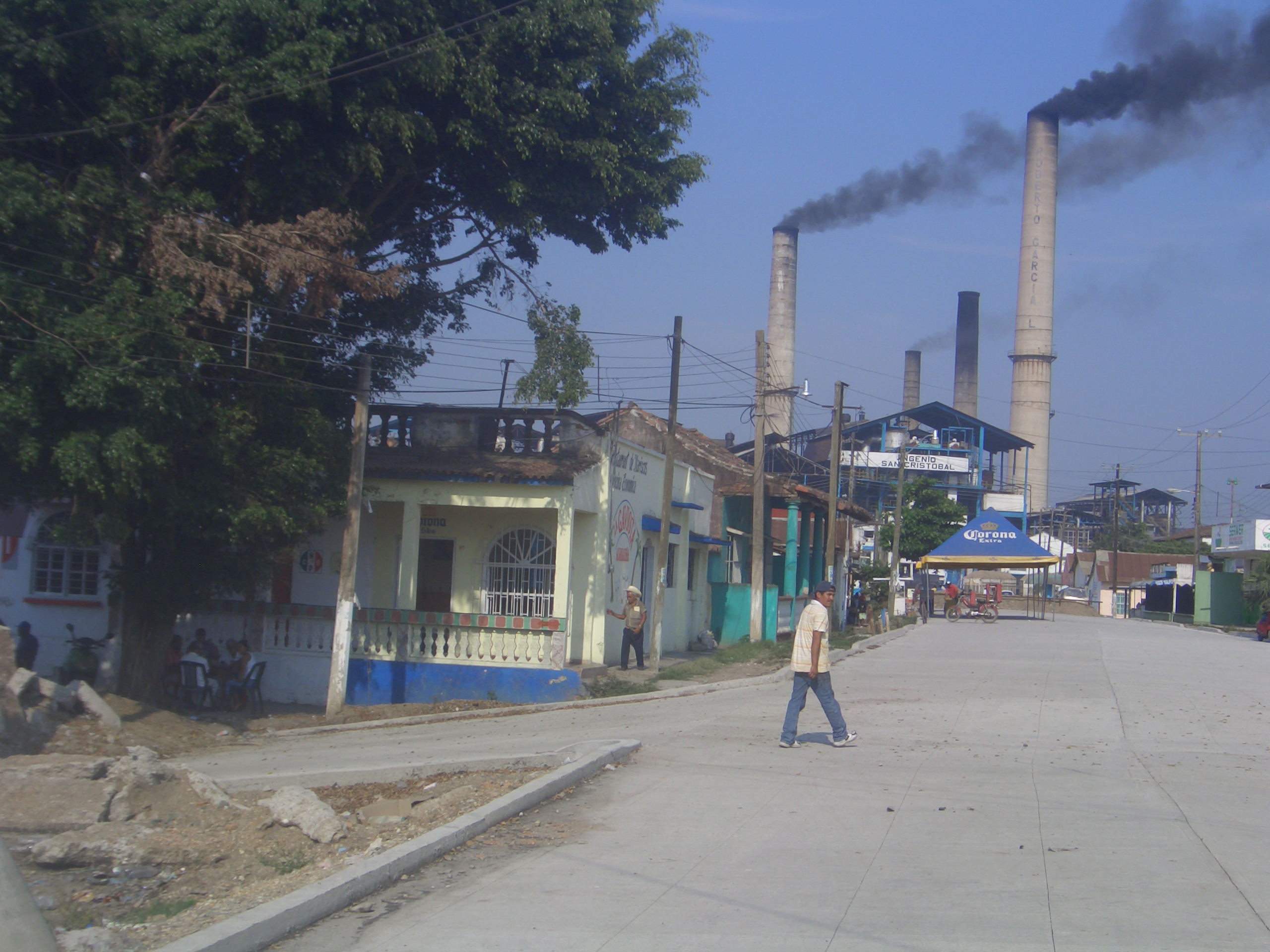
Calle Colon. Al fondo el ingenio San Cristóbal. 21-abril-2009

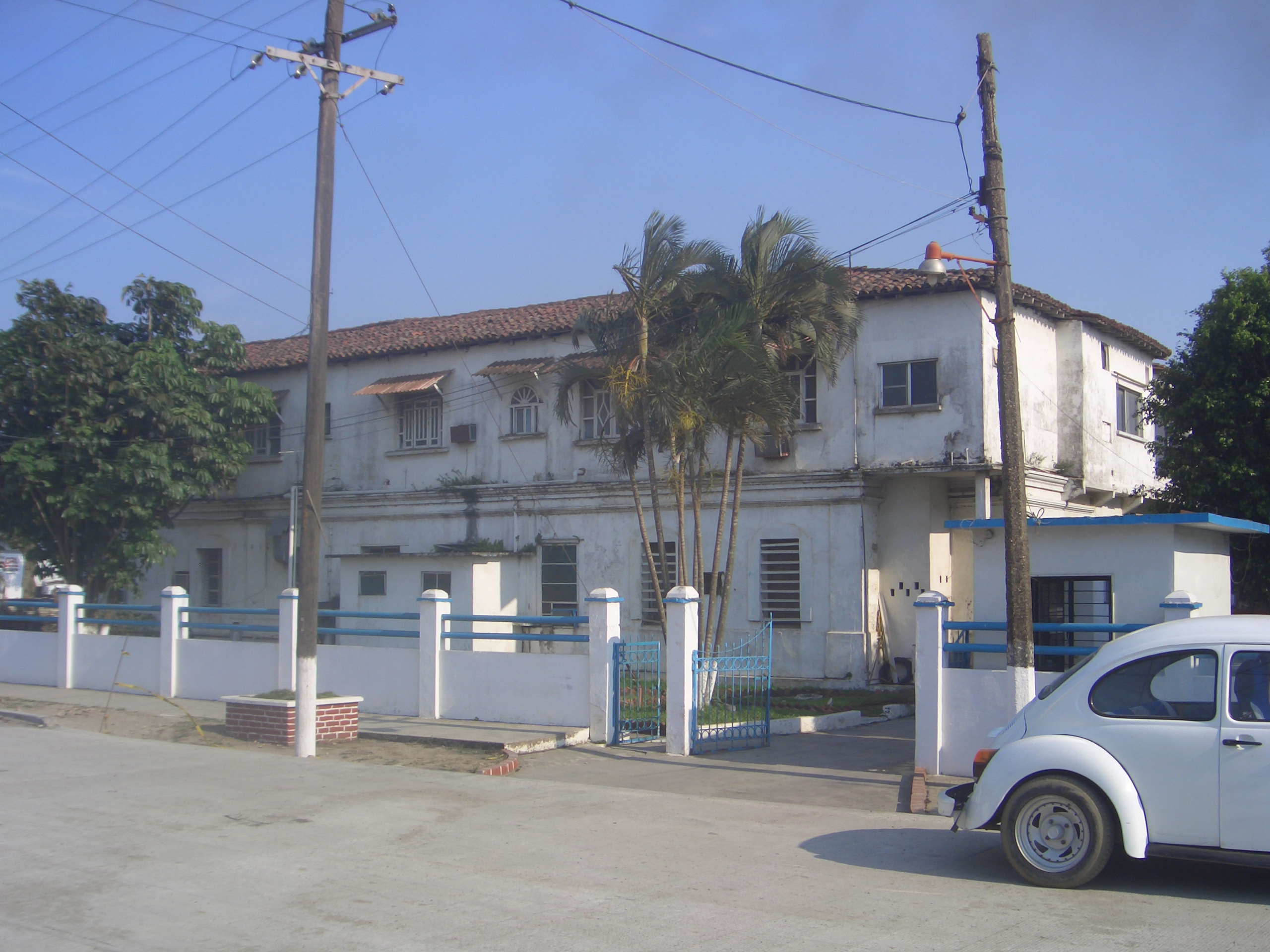
Casa Grande. Antigua residencia de los dueños del ingenio. 21-abril-2009

Al ser un pueblo que se desarrolló bajo el cobijo del ingenio y que su parte más antigua fue derrumbada por una ampliación del mismo. Todos sus edificios y viviendas fueron construidos en el siglo XX.
En el pueblo de Carlos A. Carrillo todavía es posible encontrar algunas viviendas tradicionales de la región, esto es, la cubierta de teja a dos aguas, con un pórtico al frente y fabricada sobre la base de tabique rojo recubierto. Aunque es posible encontrar algunas construcciones con alguna tendencia arquitectónica del siglo XX, que puede ir desde el neogotico o ecléctico, pasando por el neocolonial hasta el racionalismo o funcionalismo, todo dentro de un concepto popular.
En la zona rural, todavía existen viviendas con cubierta de palma real y paredes de tabla o yagua, aunque en peligro que se extingan por la destrucción de los palmarés para el cultivo de la caña de azúcar.
En cuanto a monumentos hay cinco en las vías públicas fácilmente localizables: Al Constructor en la entrada al pueblo y que es el inicio del bulevar Miguel Alemán Velazco(1951), A Don Roberto García Loera en el parque central (1963), A Benito Juárez en la avenida del mismo nombre, Al cortador de caña frente al ingenio (1990s) y A Carlos Arturo Carrillo Gastaldi en la carretera federal (2013).
Edificios relevantes: Iglesia parroquial de Fátima, La Casa Grande, el ingenio San Cristóbal, la antigua escuela primaria Miguel Alemán, la antigua estación del tren, la escuela José María Morelos y el Palacio Municipal.

## Demografía
El primer censo en el que aparece como municipio es el Censo General de Población y Vivienda 2000. Ese año el municipio lo conforman 22,868 personas (11,002 hombres y 11,856 mujeres).
El siguiente censo general será en el año 2010, pero en el año 2005 se realizó el Conteo de Población y Vivienda 2005. En dicho conteo el municipio tiene 21,962 personas (10,488 hombres y 11,474 mujeres).
Es un municipio categorizado como semiurbano.
El municipio lo conforman 55 localidades, entre las principales por su población son: Carlos A. Carrillo (17,449 hab.), Los Cocos (415 hab.), Tilapa (340 hab), Vicente Guerrero (314 hab), Palmichal (307 hab), Venustiano Carranza (300 hab.), Yorca Boca del Paite (285 hab.), Cerro de Torres (261 hab.), Paso Ancho Amatepec (216 hab.), y Uluapeños (204 hab.)

## Política y gobierno

### Gobierno municipal
El ayuntamiento o gobierno municipal está formado por un presidente, un sindico y un regidor. El presidente municipal es elegido por tres años.
| Presidente                      | Período      | Partido           |
| Jorge Suaréz Bonilla            | 1997         | Concejo Municipal |
| Enrique L. Molina Villegas      | 1998-2000    | PRD               |
| Arturo Anaya Loera              | 2001-2004    | CDNPP             |
| Jorge Luis Gómez Pérez          | Nov-Dic 2004 | Interino          |
| Domingo de Jesús Armas Pacheco  | 2005-2007    | PAN               |
| Arturo Anaya Loera              | 2008-2010    | PRI               |
| Enrique Molina Arrioja          | 2011-2013    | PRI               |
| Mauricio Carlin Castillo        | 2014-2017    | PRI               |
| Francisco Javier Molina Arrioja | 2018-2021    | PRI               |
| Onan Hernández López            | 2022-2025    | PRI               |

### División y representación legislativa
La población de este municipio está representada en el Congreso Federal, con asiento en la Ciudad de México, con el diputado federal del XX distrito electoral federal, elegido cada tres años. El municipio desde su creación, en 1996, hasta el 2005 perteneció al XVII distrito electoral federal con cabecera en Cosamaloapan. A partir de un proceso de distritación en el 2005, el municipio cambió de distrito y ahora pertenece al XX distrito electoral federal con cabecera en Acayucan.
Al Congreso local de Veracruz, la representación popular se concreta en el diputado local del XXIII destrito electoral local, elegido por tres años. El municipio pertenece al XXIII distrito electoral local con cabecera en Cosamaloapan.

## Bienestar social

### Educación
La educación básica es impartida por 6 planteles de preescolar, 12 de primaria, 4 de secundaria. Además cuenta con 3 instituciones que brindan el bachillerato: CBTIS 17 que cuenta con distintas ramas técnicas, telebachillerato y el Cbta84 que cuenta con carrera técnica agropecuaria, además del Conalep con las carreras técnicas de Electromecánica Industrial, Informática y Enfermería General. La educación superior es impartida por el Instituto Tecnológico Superior de Cosamaloapan Extensión Carlos A. Carrillo donde se imparten distintas ingenierías como los son Industrial, Gestión Empresarial, Petrolera, Energías Renovables y Tecnologías de la información.

### Salud
En este municipio la atención de servicios médicos sociales es proporcionada por una clínica del IMSS, y una clínica de la Secretaría de Salud